# Hub lotniczy

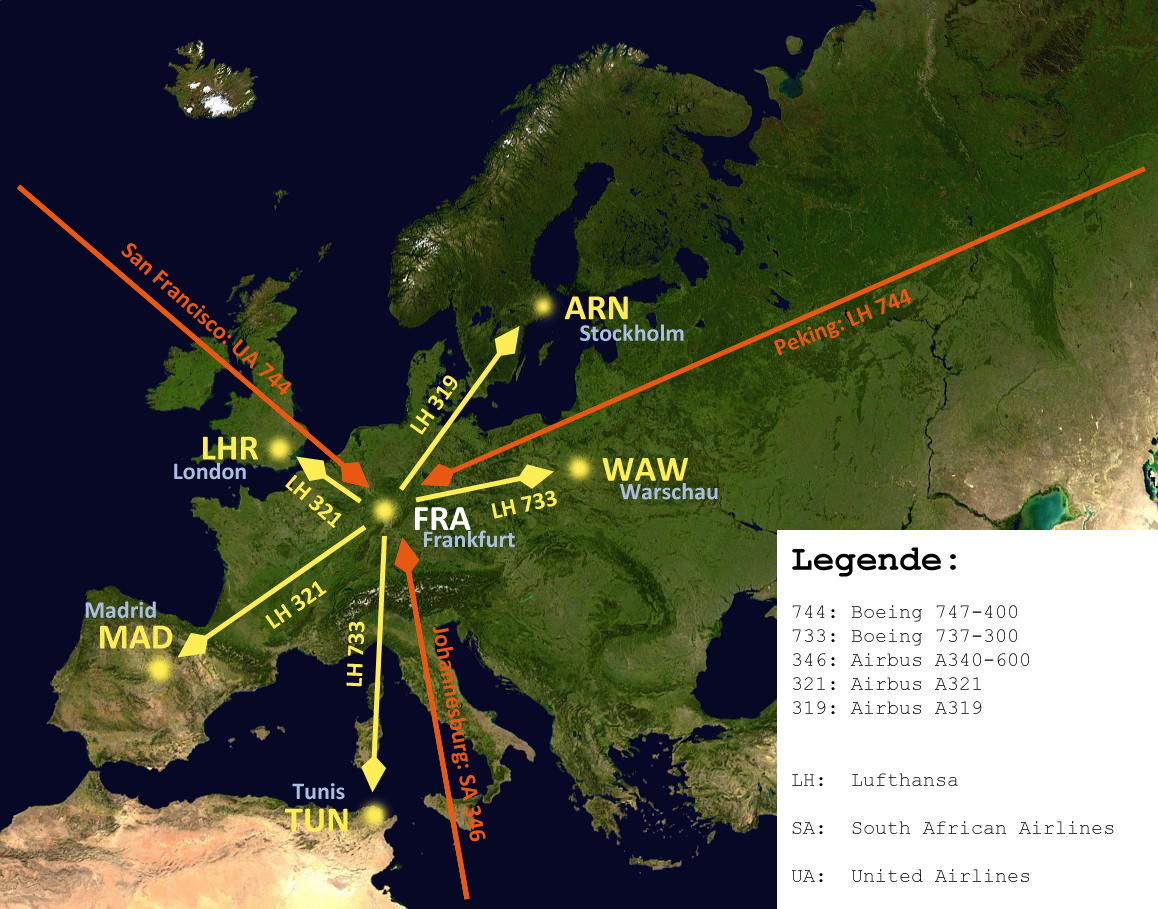
Prezentacja lotniska we Frankfurcie jako węzła lotniczego

Hub lotniczy, węzłowy port lotniczy lub węzeł lotniczy – port lotniczy, wykorzystywany przez jedną lub więcej linii lotniczych do koncentracji ruchu pasażerskiego, w którym linie te mają bazę i oferują z niego największą ilość połączeń lotniczych — spełnia rolę głównego portu przesiadkowego (lub międzylądowań) z ofertą przelotów w wielu relacjach i infrastrukturą dostosowaną do obsługi ruchu przesiadkowego. 

## Opis
Hub lotniczy jest częścią „systemu piasty i szprych” (ang. hub-and-spoke model, H&S). Umożliwia on pasażerom korzystanie z połączeń lotniczych w większości relacji z regionalnych portów, z których dolatują oni do portu przesiadkowego i dopiero w tymże porcie uzyskują połączenie na wybraną relację międzynarodową lub inną regionalną. Linia lotnicza może obsługiwać loty z kilku miast niebędących węzłami (szprychami) do lotniska przesiadkowego, a pasażerowie podróżujący między miastami szprychowymi przesiadają się przez węzeł. Paradygmat ten zapewnia korzyści skali, które pozwalają liniom lotniczym obsługiwać (za pośrednictwem połączenia pośredniego) pary miast, które w przeciwnym razie nie mogłyby być ekonomicznie obsługiwane bez międzylądowania. System ten kontrastuje z modelem punkt-punkt, w którym nie ma węzłów przesiadkowych, a zamiast tego oferowane są loty bez międzylądowań między miastami ze szprychami. Porty lotnicze typu hub obsługują również ruch początkowy i docelowy. System piasty i szprych dominuje w ruchu lotniczym. Po deregulacji rynku lotniczego pod koniec lat 70. w Stanach Zjednoczonych model H&S stał się podstawowym modelem w lotniczym transporcie towarowym. W modelu tym hub cargo jest centralnym lotniskiem, przez które kierowane są loty, a szprychy to trasy, którymi samoloty przewożą ładunek. Większe linie lotnicze mają wiele hubów.

## Rodzaje hubów lotniczych
Amerykański model hubów lotniczych opiera się na łączeniu lotów krótkodystansowych z lotami średniodystansowymi. Wynika to z rozmiaru Stanów Zjednoczonych, gdzie czas lotu między dwoma odległymi stanami może sięgać 6,5 godziny. W europejskim modelu hubu loty średniodystansowe są łączone z lotami długodystansowymi; ten typ używany jest najczęściej przy połączeniach z lub do miejsca nieoferującego bogatej siatki połączeń — na przykład, przy locie z Mardin do Delhi, najpierw trzeba udać się do Stambułu, a następnie przesiąść się do Delhi. Typ hubu występujący w Zatoce Perskiej i Azji; w tym modelu loty długodystansowe są również połączone lotami długodystansowymi.